# Willi Reschke
 Willi Reschke (3 février 1922 - 5 juillet 2017), est un pilote de chasse allemand de la Seconde Guerre mondiale et auteur.

## Biographie

### Un parcours semé d'embûche
Passionné très tôt d'aviation, Willi Reschke se porta volontaire à 18 ans pour intégrer la Luftwaffe en février 1940. Passant les tests avec succès, il dut cependant patienter l'année suivante pour débuter un entraînement théorique basique, et encore une autre avant de se voir transférer au printemps 1942 à bord du Monte Rosa à Szczecin qui sert alors d'école d'entraînement pour sous-officiers. Peine perdue, il déchante de nouveau en étant muté cette fois à Morlaix pour recevoir une formation de … fantassin, conséquence du raid de Dieppe. Transféré finalement en Prusse occidentale à l'automne 1942, Reschke débute d'abord sur planeur, puis sur de nombreux monomoteurs d'entraînement. La formation s'achève fin juin 1943 après 229 décollages et atterrissages, et deux mois plus tard, Willi Reschke intègre une école de chasse.
Le pilote n'est pourtant pas au bout de ses peines. Affecté à la Jagdfliegerschule 102 à Zerbst, il vole sur He 51 où il apprend les rudiments de la chasse. En janvier 1944, Reschke passe sur Bf 108 Taifun puis sur Bf 109. Le 27 février 1944, il achève sa formation, mais alors que ses camarades partent pour les unités d'entraînements de remplacement - antichambres des unités de chasse - l'Unteroffizier Willi Reschke demeure à son désarroi à Zerbst pour devenir lui-même…instructeur !
Il se voit alors contraint de former des jeunes de grades identiques au sien aux méthodologies qu'il connait déjà par cœur. Sur place stationne cependant le III./JG 301, un groupe de chasse Wilde Sau. Reschke est alors envoyé pour suivre une formation au vol de nuit sur monomoteur qui se termine à la mi-avril. Affecté ensuite à la Ergänzungsgruppe Ost à Weidengut en Silésie, ses ordres stipulent cependant qu'il devra ensuite réintégrer l'écolage. Au Erg. Ost., il se confie au Hauptmann Franz-Josef Wienhusen, ancien de la JG 5 qui lui promet de faire son possible pour le faire muter au front. En attendant, cet officier aux 12 victoires devient son mentor et lui fait partager son expérience,.
De retour à Zerbst, l'infortuné pilote pense pouvoir rejoindre le III./JG 301, mais le Gruppe n'opère plus sur place et, cerise sur le gâteau, il est contraint de prendre en charge un autre groupe de formation à Stolp-Reitz en Pologne toujours comme instructeur, dont la Luftwaffe manque cruellement. Une fois encore, son officier supérieur lui promet de le faire transférer dans une unité combattante dèés qu'il lui trouvera un remplaçant. Reschke débarque sur le terrain de Stolp-Reitz en mai, et constate par lui-même le manque d'instructeurs. Les vols s'enchaînent et se poursuivent au sud de Lübbenau où Willi Reschke est victime d'incidents, sans conséquence grave et un sang-froid maîtrisé qui ne passe pas inaperçu. Transféré enfin à un groupe de remplacement mi-juin, il y effectue 21 vols en trois jours, avant de finalement rejoindre le front au sein du I./JG 302 près de Vienne.

### Carrière courte mais intense
Débarqué au groupe le 20 juin, l'Unteroffizier Reschke ouvrit son compteur de victoires le 2 juillet en poivrant au-dessus de la Hongrie, deux B-24. Lui-même touché, il dût poser son 109 dans un champ train rentré, mais manqua de se faire lyncher en plein Budapest par une foule qui le prenait pour un ennemi, faute d'insigne. Son rapport débouchera sur une obligation pour tout pilote de porter un brassard jaune à l'effigie de la Luftwaffe. Le 7, il attaque seul un B-24 retardataire mais ses armes s'enrayent ; il percute alors son adversaire avant de s'éjecter, retrouvant Budapest - sans lynchage cette fois - mais boitant d'une jambe. Il parvient au titre d'as le 14 juillet, mais des Mustang le contraignent à un nouvel atterrissage d'urgence, doublé d'un troisième retour en train en partance de la capitale hongroise. Le 19, il vient à bout d'un B-17 à sa deuxième passe de tir mais lors d'une seconde mission, un Mustang le descend par surprise après décollage et Reschke tapa durement le sol après éjection. Craignant un possible retour à l'écolage, il profita d'un raid aérien pour s'évader de l'hôpital de Munich et rejoignit son terrain de Vienne. Complaisant, le médecin de l'unité lui recommanda à la fois repos et discrétion.
Willy Reschke rempile le 16 août désormais au départ de Francfort-sur-le-Main, en ajustant parfaitement un B-17 dans son collimateur. Il franchit la barre des 10 victoires quatre jours plus tard grâce à un nouveau doublé, suivi d'un nouvel atterrissage forcé. Le 24, il s'éjecta et échappa miraculeusement aux balles de P-51 américains dans sa descente. Après plusieurs transferts de base, le I./JG 302 remporta ses derniers succès le 29 du mois auquel participa Reschke, dont l'avion terminera une nouvelle fois sa course dans un champ, endommagé cette fois-ci par les tirs d'un coéquipier. Le 1er octobre, le groupe devient…III./JG 301 (!) après plusieurs jours de reconversion sur FW 190.
Vainqueur lors des grosses journée des 21 et surtout 26 novembre dans le ciel du Reich, le Feldwebel Reschke perd néanmoins nombre de ses camarades, pour beaucoup inexpérimentés. Les 17, 24 et 31 décembre, l'as remporta la moitié des succès de la JG 301, usant parfaitement de ses doubles canons de 20 et 30 mm. Son score s'établit désormais à 21 victoires, dont 19 bombardiers.
Le 1er janvier 1945, Willi Reschke mitrailla un B-17 qui s'acheva en boule de feu. Malgré cela, un des mitrailleurs téméraires toucha le moteur de son FW 190 que l'Allemand dût abandonner afin d'éviter de brûler à son tour ; il s'en tirera avec plusieurs graves ecchymoses après une chute mouvementée dans les arbres. Toujours en ligne pour défendre le Reich, la JG 301 perdit un tiers de ses pilotes le 14 janvier dans un combat où les Américains bénéficièrent aisément de l'avantage. Les 4 victoires allemandes - dont deux de Reschke - représenteront une maigre contrepartie. Fin janvier, Reschke prit en compte le Ta 152 puis passa au Stab JG 301 avec qui il descendra un Tempest le 14 avril et deux Yak-9 dix jours plus tard. Entre temps, l'as décrochait la  Croix de Chevalier, son palmarès final s'établissant à 20 bombardiers lourds et 7 chasseurs, et deux autres non-confirmées.
Sa carrière opérationnelle aura été pour le moins bien plus courte que sa période d'écolage. Devenu prisonnier des Britanniques, Willi Reschke sera correctement traité par ses geôliers et écrira ses mémoires. Il partagera également son expérience sur Ta 152 et décède le 5 juillet 2017 à 95 ans.